# Alix de Franța
Alix de Franța (n. vara 1151 – d. 1197 sau 1198) a fost cea de a doua fiică a regelui Ludovic al VII-lea al Franței cu ducesa Eleanor de Aquitania.

## Copilăria
Nașterea unei a doua fiice de către Eleanor de Aquitania în locul unui mult dorit fiu a constituit unul dintre motivele finale care au dus la despărțirea regelui Ludovic al VII-lea al Franței de soția sa. Imediat după aceea, în 1152 căsătoria cuplului regal a fost anulată, deși Alix și sora ei, Maria de Franța au fost declarate legitime și au rămas în custodia tatălui. Mama lor, Eleanor a părăsit Franța, pentru a se recăsători cu Henric de Anjou, duce de Normandia, iar mai târziu devenit și rege al Angliei. De asemenea, Ludovic al VII-lea s-a căsătorit pentru a doua oară.

## Contesă de Blois
Alix s-a căsătorit în 1164 cu Theobald al V-lea, conte de Blois. La rândul ei, sora sa Maria s-a măritat cu fratele lui Theobald, Henric, devenit Henric I de Champagne. Alix a fost regentă pe durata plecării soțului ei în Cruciada a treia și, dat fiind că urmașul lor era încă minor, a continuat în poziția de regentă și după ce s-a aflat de moartea lui Theobald în timpul asediului Acrei din 1191. Alix și Theobald au avut șapte copii:
1. Theobald, decedat de tânăr (d. 1182)
2. Filip, decedat de tânăr (d. 1202)
3. Henric, decedat de tânăr (d. 1182)
4. Ludovic, devenit conte de Blois și duce nominal de Niceea (d. 1205)
5. Alix, abatesă de Fontevrault
6. Margareta (d. după 1230), căsătorită cu Gauthier de Avesnes, devenită ulterior contesă de Blois
7. Isabelle (d. 1248), căreia nepotul său Theobald al VI-lea de Blois i-a lăsat comitatul de Chartres (despărțit de cel de Blois) și senioria de Chateaurenault; căsătorită mai întâi cu Sulpice d'Amboise, iar apoi cu Ioan de Montmirail.